# District de Zerendi
Le  district de Zerendi (en kazakh : Зеренді ауданы) est un district de l'oblys d'Aqmola au nord du Kazakhstan. 

## Géographie
Son centre administratif est la localité de Zerendi.

## Démographie
En 2013, le district a une population de 39 972 habitants.